# Vilniaus baldai
AB Vilniaus baldai ist ein Möbelhersteller in Litauen, Vilnius. Anfang 2025 waren rund 500 Mitarbeiter beschäftigt.  Das Unternehmen ist an der Börse Vilnius notiert. 
Das Unternehmen wurde 1883 als eine Sägerei (ehemalige I. Vainikio lentpjūvė) in der Lentpjūvių gatvė (jetzt befindet sich hier Seimas) errichtet. Die industrielle Möbelherstellung begann erst nach dem Zweiten Weltkrieg anstelle der alten Sägereien der Stadt. 1941 wurden die neuen Räume in der alten Lederfabrik im Stadtteil Užupis eingerichtet. Im Möbelkombinat gab es 1960 nur Flächen mit  3900 m².
Seit 1993 ist das Unternehmen eine Akcinė bendrovė. 2005 wurde eine neue Produktionsabteilung des Unternehmens im Savanorių-Prospekt gebaut.
Der heutige Sitz ist bei Savanorių prospektas.